# Réserve naturelle nationale

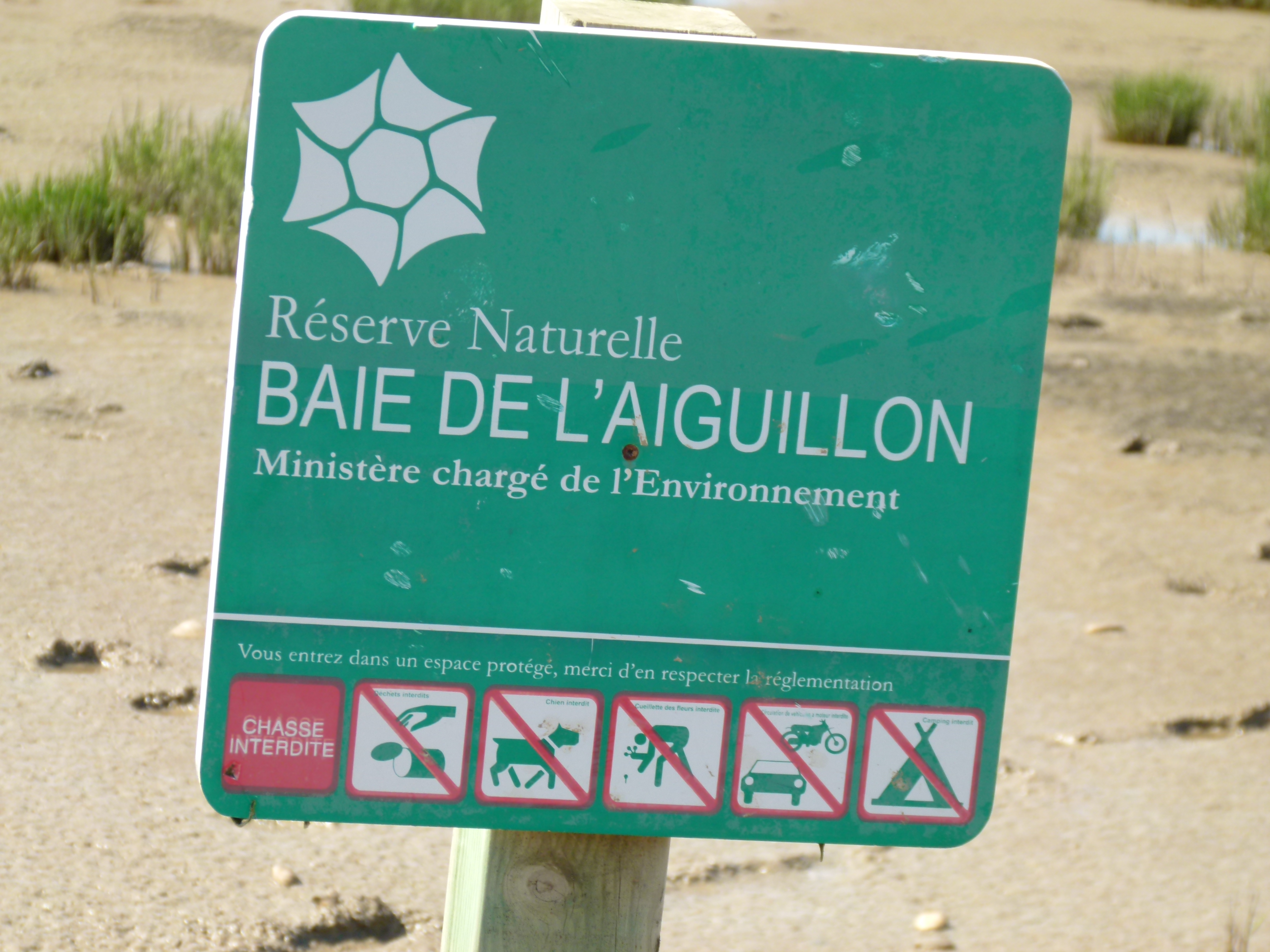

Een Réserve naturelle nationale (RNN) is in Frankrijk een natuurreservaat dat wordt beheerd door de Franse overheid. De koepelorganisatie Réserves naturelles de France staat in voor promotie en coördinatie. Het eerste reservaat werd opgericht in 1961; in 2023 telde Frankrijk meer dan 350 nationale natuurreservaten. Sinds 2022 bestaat ook het réserve naturelle régionale (RNR), een type natuurreservaat dat wordt beheerd door de Franse regio's (op Corsica réserve naturelle de Corse (RNC) genoemd). 
Voorbeelden:
- Nationaal natuurreservaat Baai van de Canche
- Nationaal natuurreservaat van Romelaëre
- Nationaal natuurreservaat Platier d'Oye
- Nationaal natuurreservaat Massif du Grand Ventron
- Nationaal natuurreservaat Ballons comtois
- Nationaal natuurreservaat Tanet-Gazon du Faing
- Nationaal natuurreservaat Frankenthal-Missheimle
- Nationaal natuurreservaat Haute Chaîne du Jura